# 樫野有香
樫野 有香（かしの ゆか、1988年12月23日 - ）は、日本の女性歌手で、テクノポップユニット・Perfumeのメンバー。愛称は「かしゆか」。
広島県出身。アミューズ所属。身長161cm。髪型は前髪ぱっつん（または右寄せ）のストレートロングヘア。星座は山羊座。

## 来歴
幼い頃に頻繁に転居を経験している。5歳から7歳まで北海道函館市に在住。その後に広島市に転居した。
1998年12月、あ〜ちゃんとは、芸能スクールの受験会場で出会い、後にアクターズスクール広島で再会する。
のっちが2001年夏にPerfume（当時は、ぱふゅ〜む）に参加するまで彼女とは面識がなかった。あ〜ちゃんがのっちをメンバーに誘い、現在に至る。
小学5年生の時に、兄と一緒にアクターズスクール広島を受験した。アクターズスクール広島に入学するまでは、水泳を習っていた。
2002年、集英社全国女子高生制服コレクションにノミネートした。
堀越高等学校卒業。その後、のっちと同じ大学に進学し、2011年3月に卒業。

## 人物
- 趣味は、CMのセリフをCMと一緒に言うことや髪の毛の手入れ[6]。特技は、ちょっかいを出すことやメールの返信[6]。写真の撮影も趣味で、一眼レフカメラを使っている。ライブDVD『Fan service 〜bitter〜』に付属したブックレットに作品が載せられている。その使用しているカメラのことを、ファンは「かしゆカメラ」と呼んでいる[7]。

- 野菜が大の苦手で、ほとんど食べられなかったが、キャベツとカボチャとレンコンは好きだと話していたことがある。イモ類については、サツマイモとジャガイモは食べるが、里芋や山芋の「ネバネバ系」はだめだという[8]。2014年にはラジオ放送で、「朝からサラダ食べるようになりました」と話した[9]。一方、プロフィールの趣味の欄に「アィス」と書くほど[6]、アイスが大好物である[10]。また、チーズなど濃い味の食べ物も好んでいる。

- 動物が好きで、初めて見る動物でも、なでたり抱いたりできる（日本テレビ『HAPPY!』2008年4月18日放送分で、エボシカメレオンが登場した際、最初は逃げ回っていたが、その後収録中に手に乗せていた他、ミニブタ、フクロモモンガともふれ合っている[11]。また、日本テレビ『Perfumeの気になる子ちゃん』2009年3月7日放送分では、共演者（あ〜ちゃん・のっちを含む）がほとんど誰も触れなかったボールニシキヘビを抱く様を見せた（番組公式ホームページにて、これについてののっちの驚きのコメントが掲載されている）[12]。休日は、よくペットショップに行くことがあるという[13]。家では、チョロ（雌）・ふーくん（雄）と名づけた、2匹のジャンガリアンハムスターを飼っている[14]。また、後にモモンガも飼い始め、「タムちゃん」と名付けている[15]。さらに、2013年後半より「リヨン」と名付けた猫（シンガプーラ）を飼っており[16]、Perfumeのシングル「Cling Cling」のミュージック・ビデオ[17]やファンクラブ会員向けの動画配信などに登場することがある。

- 好みのタイプは、ガリガリに痩せていて色白で少し病的な年上の男性で[18]、具体的には「身長175cmなら体重57kg」と話していたことがある[19]。
- BUMP OF CHICKENの藤原基央の大ファンである[20]。
- 二の腕フェチであり、好みは「ある程度筋肉があってプニョプニョ」つかめるくらいの二の腕[21]。
- カラオケが大の苦手であり、「カラオケには行かない」と話していたこともある[22]。
- CBCラジオ『Perfumeのパンパカパーティー』発の「謎のふわふわ系女子高生 JKかしゆか」なる裏キャラがあった[23][24]。
- 漫画『ジョジョの奇妙な冒険』にハマっており[25][26]、「ジョジョ立ち」のポーズも見せたほどである[27]。
- テレビ番組「帰れマンデー見っけ隊!!」(テレビ朝日)の「バスサンド」のファンであり、実際に2019年12月9日放送分に出演した[28]
- 緊張し過ぎると笑って頬に力が入るため口が動かなくなり、若干甘噛みする。また、歌の先生から「緊張したら胸の辺りが固まる」と言われていた[29]。

## 出演
- 2002年 制コレにエントリー。
- 2004年 『三宅裕司のドシロウト』（日本テレビ）「地方出身!Mr.ドシロウトを探せ!」のコーナーに出演。
- news zero 水曜パートナー (2025年1月8日 - 3月26日）[30]

## 書籍

### 雑誌連載
- Casa BRUTUS
  - 「古今東西 かしゆか商店」連載中（2018年3月9日号〔No.217〕 - ）[31]
  - 2025年3月12日 - 7月1日、2018年から全国80カ所以上の産地を巡り、誌面で工芸品を紹介してきたことをまとめたムック本が発売された。7年間の軌跡を記念して、東京、奈良、広島、福岡の4都市の中川政七商店で実施されることが決定した[32]。